# Mont Sukai
Le mont Sukai (皇海山, Sukai-san) est une des 100 montagnes célèbres du Japon. Le sommet, culminant à 2 144 m d'altitude, se trouve au Japon, à la limite de Nikkō dans la préfecture de Tochigi et Numata dans la préfecture de Gunma. Le mont Sukai est un stratovolcan éteint recouvert par la forêt.
La rivière Watarase prend sa source au mont Sukai.

## Sommets environnants
- Mont Kōshin (庚申山, Kōshin-zan?), connu pour ses grassettes de l'espèce Pinguicula ramosa, qui poussent ici à l'état sauvage[2].
- Mont Kesamaru (袈裟丸山, Kesamaru-yama?).